# Aneta Kręglicka
Aneta Beata Kręglicka-Żak (ur. 23 marca 1965 w Szczecinie) – polska modelka, fotomodelka, bizneswoman, Miss Świata 1989.

## Życiorys

### Rodzina i edukacja
Jest jedynym dzieckiem Ewy i Janusza Kręglickich. Jej ojciec był inżynierem budowlanym. Urodziła się w Szczecinie, a w wieku 12 lat zamieszkała z rodzicami w Gdańsku, gdzie ukończyła naukę w III LO im. Bohaterów Westerplatte.
Przed maturą wyjechała na kilka miesięcy do Londynu, gdzie uczęszczała na kurs języka angielskiego. W 1990 ukończyła studia na Wydziale Ekonomiki Produkcji Uniwersytetu Gdańskiego. W 2008 ukończyła studia doktoranckie na Kolegium Ekonomiczno-Społecznym SGH w Warszawie, ale nie podeszła do doktoratu.

### Kariera zawodowa
W czasie studiów tańczyła w zespole tańca współczesnego „Jump” przy Akademickim Centrum Kultury na UG oraz przez rok mieszkała we Florencji, gdzie doskonaliła język włoski i utrzymywała się z pracy w hotelu. Trenowała także gimnastykę artystyczną.
W lipcu 1989 zdobyła tytuł Miss Polonia, a we wrześniu – I wicemiss International w Tokio. 22 listopada 1989 została okrzyknięta Miss Świata na gali finałowej organizowanej w Hongkongu. Po udziale w konkursach piękności odrzuciła propozycję reprezentowania Polski w Konkursie Piosenki Eurowizji, wzięła udział w organizowanych w wytwórni płytowej Polskie Nagrania „Muza” przesłuchaniach wokalnych u Jarosława Kukulskiego. W latach 1990–1992 pracowała w Stanach Zjednoczonych dla nowojorskiej agencji Wilhelmina. W tym czasie założyła w Warszawie fundację Kręglicka Foundation propagującą zdrowy tryb życia.
W 1991 otworzyła agencję reklamową public relations „ABK Kręglicka”, a po jej likwidacji w 2005 założyła firmę „Hannah Hooper”. W 2002 została współwłaścicielką studia filmowego „St. Lazare”, współtwórcy m.in. filmu Ławeczka (2004).
W 2006 uczestniczyła w trzeciej edycji programu rozrywkowego Taniec z gwiazdami oraz była jurorką podczas gali finałowej Miss World 2006 organizowanej w Warszawie. W tym okresie odrzuciła propozycję udziału w programie rozrywkowym TVP1 Gwiazdy tańczą na lodzie. W 2008 została ambasadorką marki Apart Diamonds. W 2013 była przewodniczącą panelu jurorskiego w telewizyjnym programie Projektanci na start. W 2020 została ambasadorką marki kosmetycznej Yoskine, a jej wspomnienia zostały opublikowane w książce Kobiety przełomu Katarzyny Jurkowskiej i Katarzyny Kościelak.

## Życie prywatne
Od 1998 jest żoną reżysera Macieja Żaka, z którym ma syna Aleksandra (ur. 2000).

## Sesje fotograficzne i kampanie telewizyjne
- 2008: kampania reklamowa diamentów marki Apart – sesja w Wenecji[26][27]
- 2009: kampania reklamowa diamentów marki Apart – sesja w Nowym Jorku, Paryżu i Warszawie[28]
- 2009: kampania reklamowa diamentów marki Apart – sesja w Monte Carlo i Nicei[29]
- 2010: kampania telewizyjna dla marki Apart w kanałach: TVP1, TVP2, TVN, TVN 7, TVN Style, Tele 5, Polsat, TV4, Puls, Hallmark, Club, National Geographic, Romantica, AXN i Ale Kino[30]

## Miejsce na liście najbogatszych Polaków show-biznesu „Forbes”
- 2009 – 75. miejsce
- 2010 – 59. miejsce[31]